# یوجین سسپویا
یوجین سسپویا (انگلیسی: Eugene Sseppuya؛ زادهٔ ۱ آوریل ۱۹۸۳) بازیکن فوتبال اهل اوگاندا است.
از باشگاه‌هایی که در آن بازی کرده‌است می‌توان به باشگاه فوتبال سودووا، باشگاه فوتبال کلرادو رپیدز، باشگاه فوتبال پترولول پلویشت، باشگاه فوتبال وویوودینا، باشگاه فوتبال ااستقلال دوشنبه، و باشگاه فوتبال اورارتو اشاره کرد.
وی همچنین در تیم‌های ملی فوتبال اوگاندا بازی کرده‌است.